# تری‌سولفور
تری‌سولفور (به انگلیسی: Trisulfur) با فرمول شیمیایی S۳ یک ترکیب شیمیایی است. که جرم مولی آن 96.198 g/mol می‌باشد. 